# Xanthinurie
Die hereditäre Xanthinurie ist eine autosomal-rezessiv vererbte Stoffwechselkrankheit. Dabei handelt es sich um eine Störung im Purinstoffwechsel. Es liegt eine Schwäche des Enzyms Xanthin-Oxidase (XO) vor.

## Epidemiologie
Die Xanthinurie ist eine sehr seltene Erkrankung. Aber noch wesentlich seltener wird sie erkannt. Der Zeitpunkt der Erstmanifestation kann extrem variieren. Es können zum einen bereits im Säuglingsalter, zum anderen aber erst im fortgeschrittenen Senium die ersten Symptome entstehen. Tendenziell betrifft die Xanthinurie aber Kinder. Subklinische (symptomlose) Verlaufsformen finden sich nicht selten.
Eine iatrogene (ärztlich verursachte) Xanthinurie kommt manchmal bei Gichtpatienten durch Applikation des XO-Inhibitors (Xanthinoxidasehemmer) Allopurinol vor. Auch ein Kofaktormangel (Eisen, FAD, Molybdän) des Enzyms kann dessen Aktivität drosseln, und eine Xanthinurie bedingen.

## Pathogenese
Die Xanthinoxidase katalysiert die Umwandlung von Hypoxanthin und Xanthin zu Harnsäure. Dies geschieht hauptsächlich in der Leber und in den Darmepithelien. Dort ist die Xanthinoxidaseaktivität am höchsten. Als Nebenprodukt dieses Oxidierungsprozesses entsteht Wasserstoffperoxid (H2O2), welches mittels Peroxidasen entfernt werden muss.
Ein Mangel an Xanthinoxidase führt zu einer Senkung des Harnsäurespiegels sowie zum Rückstau und somit eines Anstiegs der Blutspiegel von Xanthin und Hypoxanthin. Für Hypoxanthin besitzt der menschliche Stoffwechsel (Intermediärmetabolismus) die alternative Möglichkeit des Abbaus über den Salvage-Pathway (mittels des Enzyms Hypoxanthin-Phosphoribosyltransferase und Rückführung in den Purinstoffwechsel) – deshalb ist der Hypoxanthinspiegel weniger stark erhöht. Das sehr gut nierengängige Xanthin hingegen kann nicht wiederverwertet werden, es muss ausgeschieden werden, und wird nun massenhaft über den Harn ausgeschieden. In den ableitenden Harnwegen kommt es infolge zu den o. g. Krankheitssymptome.

## Diagnose
Richtungsweisend für die Diagnose sind die hohen Xanthinspiegel in Blut und Harn. Die Xanthinausscheidung kann um das 15fache gesteigert sein. Der Hypoxanthinspiegel ist, aufgrund dessen Wiederverwertung weniger deutlich erhöht.

## Symptomatik
Da Xanthin eine ausgezeichnete Nierengängigkeit (renale Clearance) besitzt, beschränken sich die Symptome fast ausschließlich auf die ableitenden Harnwege. Nur sehr selten kann es auch zu Xanthinablagerungen in anderen Organen, wie z. B. der Muskulatur kommen. Die Xanthinurie Typ II geht einher mit verlangsamter geistigen Entwicklung, Autismus, kortikalen Nierenzysten, einer Nephrokalzinose, Osteopenie, gestörter Haarbildung und Zahnentwicklungsstörungen.
Man findet
- Nephrolithiasis bzw. Urolithiasis: Xanthinsteine in den Nieren und ableitenden Harnwegen,
- Kristallurie: Ausscheiden von Harnkristallen

und im Extremfall
- akutes Nierenversagen: Dieses kann unter Umständen tödlich enden.

## Therapie
Eine spezifische Therapie existiert nicht. Die Patienten müssen sehr viel trinken und sich purinarm ernähren. Möglichst gemieden werden sollten Fisch (besonders Sardinen, Makrelen und Anchovis) und Fleisch (besonders die Innereien), außerdem Muscheln und Hülsenfrüchte. Auch viele Alkoholika, speziell Bier, enthalten Purine.